# Stamton
Stamtoner är tonserien C D E F G A B (där tonnamnet B används i svensk musikteorilitteratur sedan 1990-talet; i flertalet andra nordiska och centraleuropeiska länder och i äldre svensk litteratur kallas tonen B för H). Stamtonerna motsvaras av C-durskalan, som är en skala som utgör grunden för tonarten C-dur och parallelltonarten a-moll; vilka båda saknar fasta förtecken. På ett piano motsvarar stamtonerna de vita tangenterna. Övriga toner (motsvarande de svarta tangenterna) fås genom att man sänker eller höjer tonen med ett halvtonsteg. Alla toner som inte är stamtoner kallas härledda toner.
Stamtonerna noteras i notskrift:
|  |  | C | D | E | F | G | A | H B | C | (tysk och traditionell svensk beteckning) (anglosaxisk beteckning; allt oftare använd i svenska sammanhang) |